# Cason Montiron
Der Cason Montiron oder Casone Montiron ist eine kleine Insel im äußersten Norden der Lagune von Venedig. Sie hat eine Fläche von 1.881 m² oder 0,1881 ha. Auf der Insel befindet sich ein einziges Haus. Diese Art von Häusern wird als Cason(e) di pesca bezeichnet. Sie dienen den Fischern (pescatori) als Unterkunft, Lager und Anlegestelle für ihre Boote. Dabei bedeutet ‚casone‘, abgeleitet von ‚casa‘ ‚großes Haus‘.

## Geschichte
Das Inselchen, das sich nahe der Einmündung des Canale Siloncello befindet, wies nachweislich 1556 gepflügtes Land und Wiesen auf, war also noch erheblich größer. Doch mit dem Bau des Taglio nuovo am Sile in der zweiten Hälfte des 17. Jahrhunderts, kam es zu starken Erosionen, die dazu führten, dass das heutige Valle da pesca Lanzoni seine Bezeichnung als Casone verlor, da es sich nicht mehr um eine von einem Haus bestandene Insel handelte.
1927 wurde dieses Valle da pesca vom Magistrato alle Acque, der in Venedig für die Gewässer zuständigen Behörde, für die lagunaren Überschwemmungen geöffnet. 1931 waren die Begrenzungen noch auf einer Karte zu erkennen, doch inzwischen sind sie weitgehend zerstört. 
Heute wird die Insel gelegentlich noch von Fischern aufgesucht und hin und wieder als Lager von Besuchern der nördlichen Lagune genutzt.